# NGC 2362
NGC 2362 é um aglomerado aberto na direção da constelação de Canis Major. O objeto foi descoberto pelo astrônomo Giovanni Hodierna em 1654, usando um telescópio refrator. Devido a sua moderada magnitude aparente (+3,8), é visível apenas com telescópios amadores ou com equipamentos superiores.